# 긴노마코토무스비

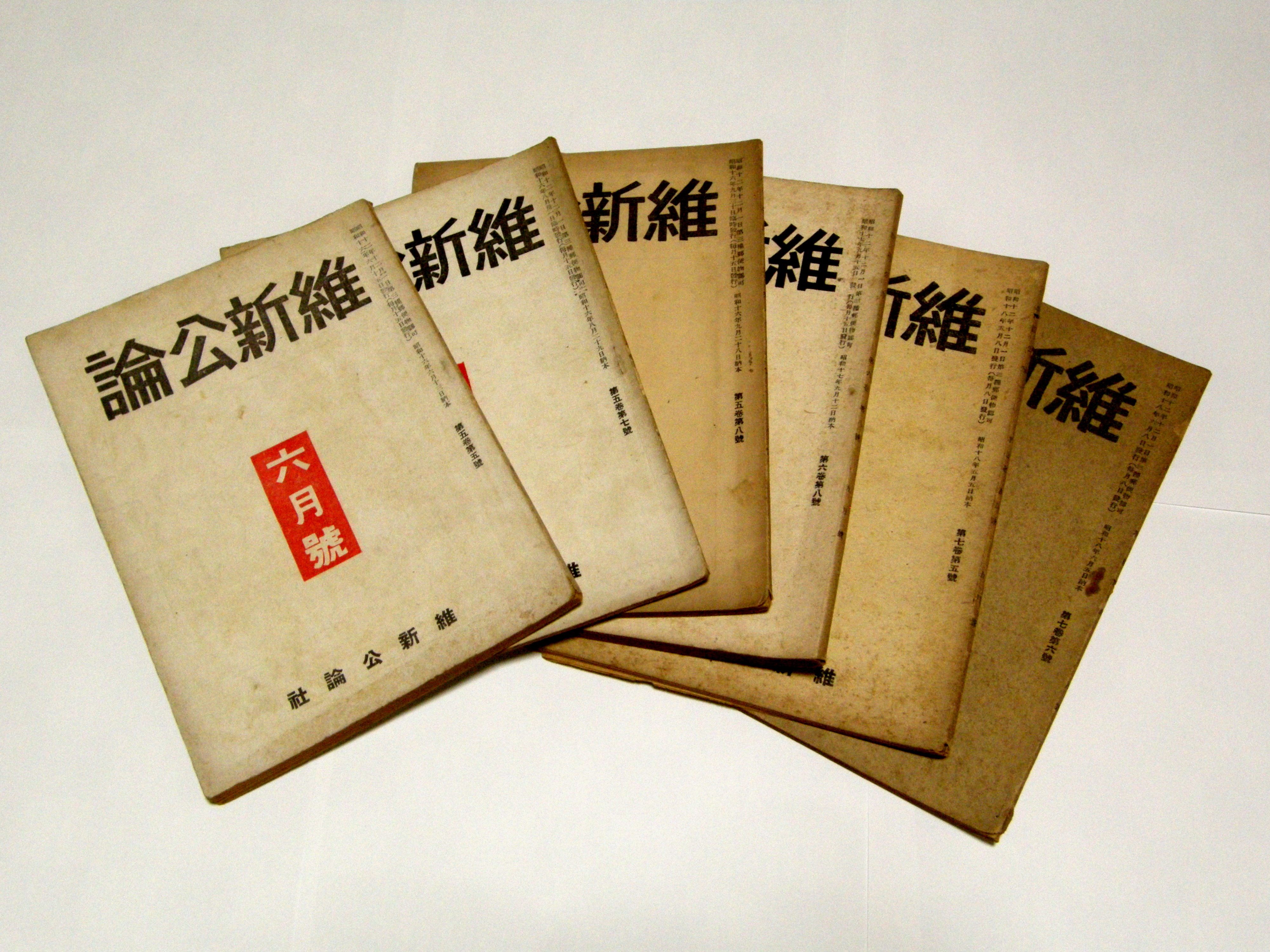
기관지 《유신공론》

긴노마코토무스비(일본어: 勤皇まことむすび)는 1939년 3월 20일부터 1943년 10월 21일까지 존재한 일본의 국가주의 단체이다. 신병대 사건 참가자 사이의 분열에 따라 도쿄도 시바구 (지금의 미나토구의 일부) 아타고산 일대에서 결성되었다. 5·15 사건에 연루된 시산주쿠의 우두머리 혼마 겐이치로를 중심으로, 가노코기 가즈노부, 야스다 데쓰노스케, 고야마 시게오,  아마노 다쓰오 등의 지원을 받았다.
"나는 일본인이다"(일본어: 吾は日本人なり 와레와 니혼진나리[*])를 기본 원리로 하였으며 정치 활동, 종교 운동, 우익 운동을 부정했다. 기관지 《마코토무스비》는 우스이(薄井己亥)를 주간(主幹)으로 하여, 1939년 4월 1일부터 발행하였고 이외에도 《유신공론》이라는 기관지를 발행했다. 기관지들은 일본 제국의 "전시형사특별법"을 개정할 무렵 도조 히데키를 비난하는 등 매호 격렬한 정부 비판의 내용을 담았기 때문에 몇 차례 발행이 금지되기도 하였다. 유아사 구라헤이 내대신 암살 계획과 1941년 8월 히라누마 기이치로 저격 사건 등을 일으켰으며, 1943년 10월 21일 구성원들이 일제히 검거됨에 따라 해산되었다.

## 관련 문헌
- 가타오카 하야오, 《神兵隊の告り直しと其の精神》
- 사법성 형사국 엮음, 〈神兵隊の告り直しと其の精神, 神兵隊決裂の真相と我等の態〉, 《사상자료 팜플렛》 특집. (신병대 각파의 성명서)
- 사법성 형사국 엮음, 〈국가주의 단체의 이론과 정책〉, 《사상연구자료》 특집 84